# Clemens J. Setz
Clemens Johann Setz (Graz, 15 novembre 1982) è uno scrittore e traduttore austriaco.

## Biografia
Nato nel 1982 a Graz, ha studiato matematica e germanistica.
A 22 anni ha iniziato a pubblicare racconti e liriche su varie riviste letterarie e nel 2007 ha esordito nel romanzo con Figli e pianeti.
Autore di romanzi, raccolte di racconti, poesie e opere di saggistica, ha ricevuto numerosi premi tra i quali si segnalano il Berliner Literaturpreis nel 2019 e il Premio Georg Büchner nel 2021.

## Opere

### Romanzi
- Figli e pianeti (Söhne und Planeten, 2007), Fidenza, Gran Via, 2012 traduzione di Simone Buttazzi ISBN 978-88-95492-22-3.
- Die Frequenzen (2009)
- Indigo (2012)
- L'ora tra la donna e la chitarra (Die Stunde zwischen Frau und Gitarre, 2015), Milano, La nave di Teseo, 2019 traduzione di Francesca Gabelli ISBN 978-88-93446-54-9.
- Die Bienen und das Unsichtbare, Suhrkamp, Berlin 2020, ISBN 978-3518429655. 416 pp.[5].

### Racconti
- Die Liebe zur Zeit des Mahlstädter Kindes (2011)
- Glücklich wie Blei im Getreide (2015)
- Der Trost runder Dinge (2019)

### Saggi
- Zeitfrauen (2012)

### Poesie
- Die Vogelstraußtrompete (2014)

## Premi e riconoscimenti
- Leipzig Book Fair Prize: 2011 vincitore con Die Liebe zur Zeit des Mahlstädter Kindes
- Wilhelm Raabe Literature Prize: 2015 vincitore con L'ora tra la donna e la chitarra
- Berliner Literaturpreis: 2019
- Premio Kleist: 2020[6]
- Jakob-Wassermann-Literaturpreis: 2020
- Premio Georg Büchner: 2021